# Kathy Bonsen
Kathy Bonsen est une ancienne joueuse néerlandaise de volley-ball née le 9 mai 1992 à Lichtenvoorde. Elle mesure 1,86 m et jouait au poste de réceptionneuse-attaquante. Elle a mis un terme à sa carrière de volleyeuse professionnelle en 2016.

## Clubs
| Club                    | De        | À         |
| ----------------------- | --------- | --------- |
| Longa '59 Lichtenvoorde | 1999-2000 | 2003-2004 |
| Sourcy Volleybalschool  | 2004-2005 | 2007-2008 |
| Halley Wehl             | 2008-2009 | 2008-2009 |
| VV Alterno              | 2009-2010 | 2015-2016 |

## Palmarès
- Coupe des Pays-Bas
  - Finaliste : 2010.
- Supercoupe des Pays-Bas
  - Finaliste : 2009, 2010, 2013, 2014.
- Championnat des Pays-Bas
  - Vainqueur : 2014.